# Stoke-on-Trent South
Circonscription parlementaire de la Chambre des communes
La circonscription de Stoke-on-Trent South est une circonscription située dans le Staffordshire, représentée dans la Chambre des communes du Parlement britannique par Allison Gardner depuis 2024.

## Géographie
La circonscription comprend :
- La partie sud de la ville de Stoke-on-Trent
- Les quartiers de Meir, Trentham, Blurton, Florence, Heron Cross, Fenton, Adderley Green, Lightwood, Dresden, Normacot et Hem Heath

## Députés
Les Members of Parliament (MPs) de la circonscription sont :
| Législature                                         | Années       | Député           | Député          | Parti        |
| --------------------------------------------------- | ------------ | ---------------- | --------------- | ------------ |
| Stoke-on-Trent South issue de Stoke-on-Trent, Stoke |              |                  |                 |              |
| 39e                                                 | 1950–1951    |                  | Ellis Smith     | Travailliste |
| 40e                                                 | 1951–1955    |                  | Ellis Smith     | Travailliste |
| 41e                                                 | 1955–1959    |                  | Ellis Smith     | Travailliste |
| 42e                                                 | 1959–1964    |                  | Ellis Smith     | Travailliste |
| 43e                                                 | 1964–1966    |                  | Ellis Smith     | Travailliste |
| 44e                                                 | 1966–1970    | Jack Ashley      |                 | Travailliste |
| 45e                                                 | 1970–1974    | Jack Ashley      |                 | Travailliste |
| 46e                                                 | 1974–1974    | Jack Ashley      |                 | Travailliste |
| 47e                                                 | 1974–1979    | Jack Ashley      |                 | Travailliste |
| 48e                                                 | 1979–1983    | Jack Ashley      |                 | Travailliste |
| 49e                                                 | 1983–1987    | Jack Ashley      |                 | Travailliste |
| 50e                                                 | 1987–1992    | Jack Ashley      |                 | Travailliste |
| 51e                                                 | 1992–1997    | George Stevenson |                 | Travailliste |
| 52e                                                 | 1997–2001    | George Stevenson |                 | Travailliste |
| 53e                                                 | 2001–2005    | George Stevenson |                 | Travailliste |
| 54e                                                 | 2005–2010    | Robert Flello    |                 | Travailliste |
| 55e                                                 | 2010–2015    | Robert Flello    |                 | Travailliste |
| 56e                                                 | 2015–2017    | Robert Flello    |                 | Travailliste |
| 57e                                                 | 2017–2019    |                  | Jack Brereton   | Conservateur |
| 58e                                                 | 2019–2024    |                  | Jack Brereton   | Conservateur |
| 59e                                                 | 2024–Présent |                  | Allison Gardner | Travailliste |

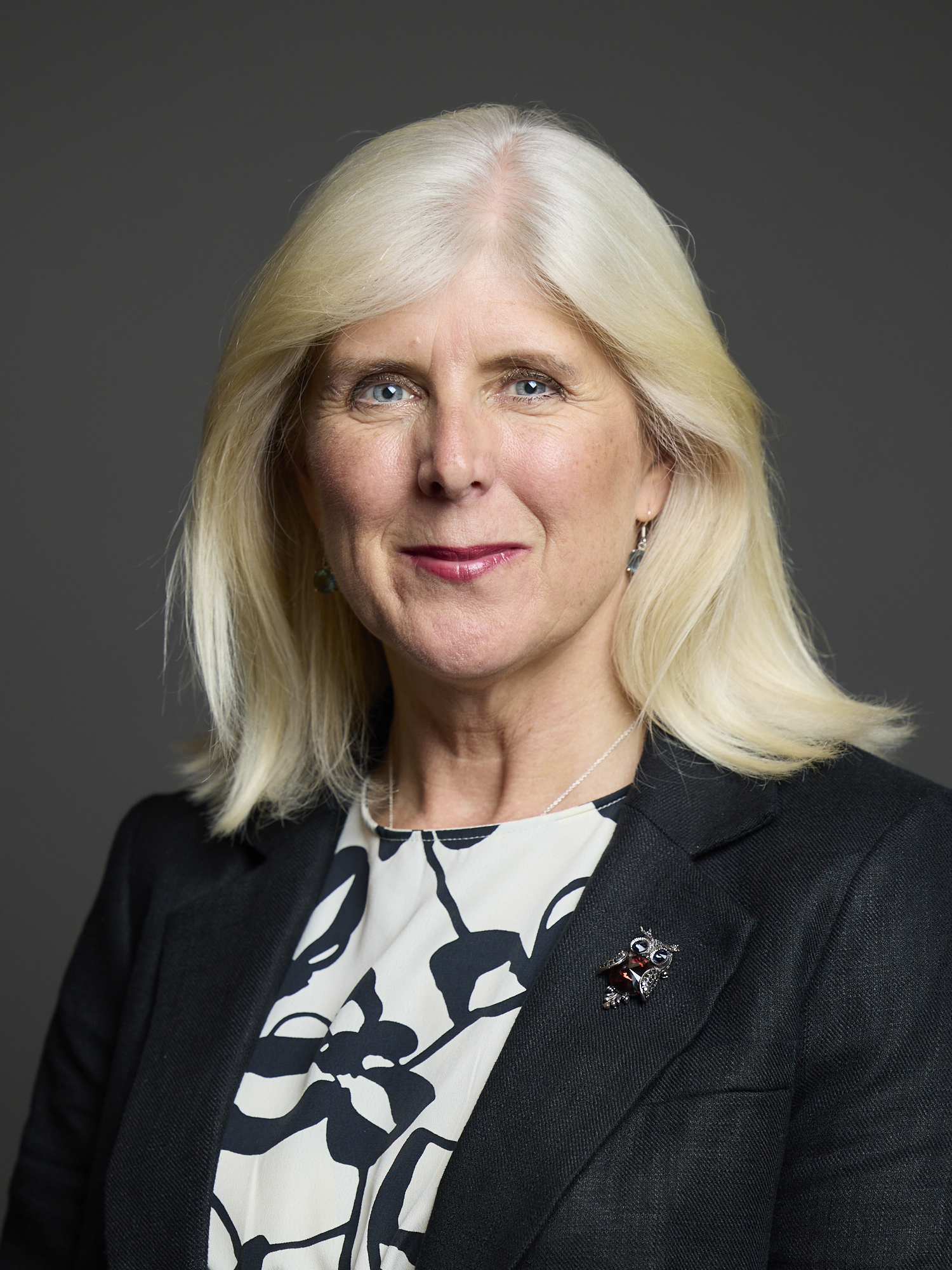
Allison Gardner